# Thunbergia lutea
Thunbergia lutea är en akantusväxtart som beskrevs av T. Anders.. Thunbergia lutea ingår i släktet thunbergior, och familjen akantusväxter. Inga underarter finns listade i Catalogue of Life.